# Тейлор, Марк (продюсер)
Марк Тейлор (англ. Mark Taylor) — американский музыкальный продюсер и автор песен. Обладатель премий «Грэмми».
Самая известная работа Тейлора — это альбом Шер под названием «Believe», выпущенный в 1999 году, продажи которого превысили 20 млн экземпляров по всему миру.
Также Тейлор написал и спродюсировал песни для:
- Данни Миноуг («Girl»)
- Джини Джи («Fresh!»)
- Энрике Иглесиас («Enrique», «Escape», 7, «Insomniac»)
- Бритни Спирс («In the Zone»)
- Холли Валанс («State of Mind»)
- Джеймс Моррисон («Songs for You, Truths for Me»)
- Нелли Фуртадо («Mi Plan»)
- Pussycat Dolls («Doll Domination»)
- Лайонел Ричи («Renaissance»)